# 영산군
| Daedongyeojido (Gyujanggak) 18-02.jpg |  |
|                                       |  |

영산군(靈山郡)은 경상남도 창녕군 남부지역에 있던 옛 행정 구역이다. 현재의 창녕군 영산면을 중심으로, 남지읍, 계성면, 장마면, 도천면, 길곡면, 부곡면 지역을 관할하였다. 1914년에 창녕군에 통합되면서 폐지되었다.

## 역사
- 본래 신라의 서화현(西火縣)이다. 757년에 상약현(尙藥縣)으로 개칭하여 밀성군(밀양)의 영현이 되었다.
- 940년에 영산현으로 개칭하고 그대로 밀성의 속현이 되었다.
- 1274년 감무가 파견되어 주현으로 승격하였다.
- 1366년 밀성의 속현이던 계성현이 영산의 속현이 되었다.
- 1390년 계성이 다시 밀양의 속현이 되었다가, 1394년에 다시 영산에 편입되었다.
- 1895년 대구부 영산군
- 1896년 경상남도 영산군
- 1914년 3월 1일 영산군이 폐지되어 창녕군에 통합되었다.

| 조선총독부령 제111호  |             |                                                                              |
| 구 행정구역           | 신 행정구역 | 신 행정구역                                                                  |
| 영산군 도사면(道沙面) | 남곡면      | 남지리, 마산리, 용산리, 성사리, 신전리, 학계리                               |
| 영산군 장가면(丈加面) | 장마면      | 대봉리, 동정리, 산지리, 신구리, 장가리, 초곡리                               |
| 영산군 마고면(麻姑面) | 장마면      | 강리, 유리                                                                   |
| 영산군 길곡면(吉谷面) | 길곡면      | 길곡리, 마천리, 오호리, 증산리                                               |
| 영산군 부곡면(釜谷面) | 부곡면      | 거문리, 구산리, 노리, 부곡리, 비봉리, 사창리, 수다리, 온정리, 청암리, 학포리 |
| 영산군 도천면(都泉面) | 도천면      | 일리, 도천리, 논리, 우강리, 덕곡리, 어만리, 송진리, 예리                     |
| 영산군 읍내면(邑內面) | 영산면      | 교리, 구계리, 동리, 봉암리, 서리, 성내리, 신제리, 월령리, 죽사리             |
| 영산군 계성면(桂城面) | 계성면      | 봉산리, 광계리, 신당리, 사리, 명리, 계성리                                   |